# Spercheios
Spercheios (græsk: Σπερχειός , Sperkheiós), også kendt som Spercheus fra sit latinske navn, er en flod i Phthiotis i det centrale Grækenland. Den er 80 km lang, og dens afvandingsareal er 1.830 km2. Den blev tilbedt som en gud i den gamle græske religion og optræder i nogle samlinger af græsk mytologi. I antikken var dens øvre dal kendt som Ainis. I år 997 var dens dal skueplads for slaget ved Spercheios, som sluttede det første bulgarske riges indtrængen i det byzantinske rige.

## Floden
Floden begynder i Tymfristos-bjergene på grænsen til Evrytania og løber mod øst gennem landsbyen Agios Georgios Tymfristou og går ind på en bred slette. Den løber langs byerne Makrakomi og Leianokladi og syd for Phthiotidan-hovedstaden Lamia. Floden løber gennem et område med tidligere vådområder, der er blevet afvandet til landbrug. Den munder ud i Maliabugten ved Det Ægæiske Hav 13 kilometer sydøst for Lamia. I antikken var flodmundingen stedet for Antikyra, som var berømt for sin almindelig julerose og hvid foldblad.
Flere undersøgelser er blevet udført vedrørende flodens hydrologiske regime. Dens silt har langsomt fyldt den maliske bugt og forandret Thermopylae fra en smal passage til en bred slette.

## Gud
Homer's Iliaden navngiver floden som far til Menesthius (ved Achilles halvsøster Polydora), en af Achilles's løjtnanter. Antoninus Liberalis bemærker den tradition, at Cerambus blev straffet for at hævde, at nymferne fra Othrys, Spercheiderne, var døtre afSpercheios ved najaden Deino. Antoninus Liberalis fortæller også beretningen om, at Spercheios og Polydoras søn var Dryops, konge af Iti, der var far til Dryope.